# Alexander Straub
Alexander Straub (* 14. října 1983, Geislingen an der Steige, Bádensko-Württembersko) je německý atlet, který se věnuje skoku o tyči.
První úspěch zaznamenal v roce 2007 na světové letní univerziádě v thajském Bangkoku, kde získal zlatou medaili. O rok později se umístil na světovém atletickém finále ve Stuttgartu na čtvrtém místě. Na HME v Turíně 2009 vybojoval bronzovou medaili za výkon 576 cm. V též roce skončil sedmý na mistrovství světa v Berlíně.

## Osobní rekordy
- hala – (580 cm – 21. února 2009, Lipsko)
- venku – (581 cm – 1. srpna 2008, Bochum)